# Фуете (фільм)
«Фуете» — музичний художній фільм в жанрі драмы російських кінорежисера Бориса Єрмолаєва і режисера-балетмейстера Володимира Васильєва, вийшов на екрани в 1986 році.

## Зміст
Олена Князєва – прима балету. Вона розраховує на головну роль у новому спектаклі «Майстер і Маргарита». Однак через вік її замінюють на молоду дівчину. Тепер Олена повинна подолати заздрість і злість та допомогти своїй конкурентці у вивченні ролі.

## Про фільм
«Прекрасна „голгофа“ балету ніколи ще не була показана з такою силою і правдою, як у цьому фільмі. Муки праці та творчості величезні, майже нестерпні, смертельні. Але та ж Спесивцева колись записала у своєму щоденнику: „Чи не від танців помреш, залишиш їх - і нічого не буде, і ти нічия, і від тебе, і тобі“. Це відчуття пронизує фільм, всі долі в ньому.

Виникає ще одне трагічне відчуття: неминучість відходу, кінця, думка про те, який у цьому догляді знайти вихід.

Напруженість балетних буднів показана у фільмі з такою достовірністю, що один інтелігентний, але далекий від балету глядач запитав мене: „Що це - хроніка, документальні зйомки?“.»

## Творці фільму
- Катерина Максимова — Олена Князєва
- Володимир Васильєв — Андрій Новіков, Майстер
- Аристарх Ліванов — Князєв
- Валентин Гафт — Поет
- Наталя Большакова — Ксана
- Ангеліна Кабарова — Педагог-репетитор
- Костянтин Заклинський — Климов
- Алла Осипенко — Подруга
- Ольга Самошина — Крошка
- Олена Дмитрієва — Ольга Голубєва

| Знімальна група        |                                                                         |
| ---------------------- | ----------------------------------------------------------------------- |
| Автор сценарію         | Сава Куліш                                                              |
| Режисери-постановники  | Борис Єрмолаєв та Володимир Васильєв                                    |
| Оператор-постановник   | Валерій Миронов                                                         |
| Художники-постановники | Михайло Щеглов та Єлизавета Урліна                                      |
| Хореограф              | Володимир Васильєв                                                      |
| Музика                 | Й.-С. Бах, В.-А. Моцарт, П. І. Чайковський, Олег Каравайчук, А. Больчев |
| Монтаж                 | Ірина Гороховська                                                       |
| Звукооператор          | Гаррі Біленький                                                         |